# Auguste Nicolas

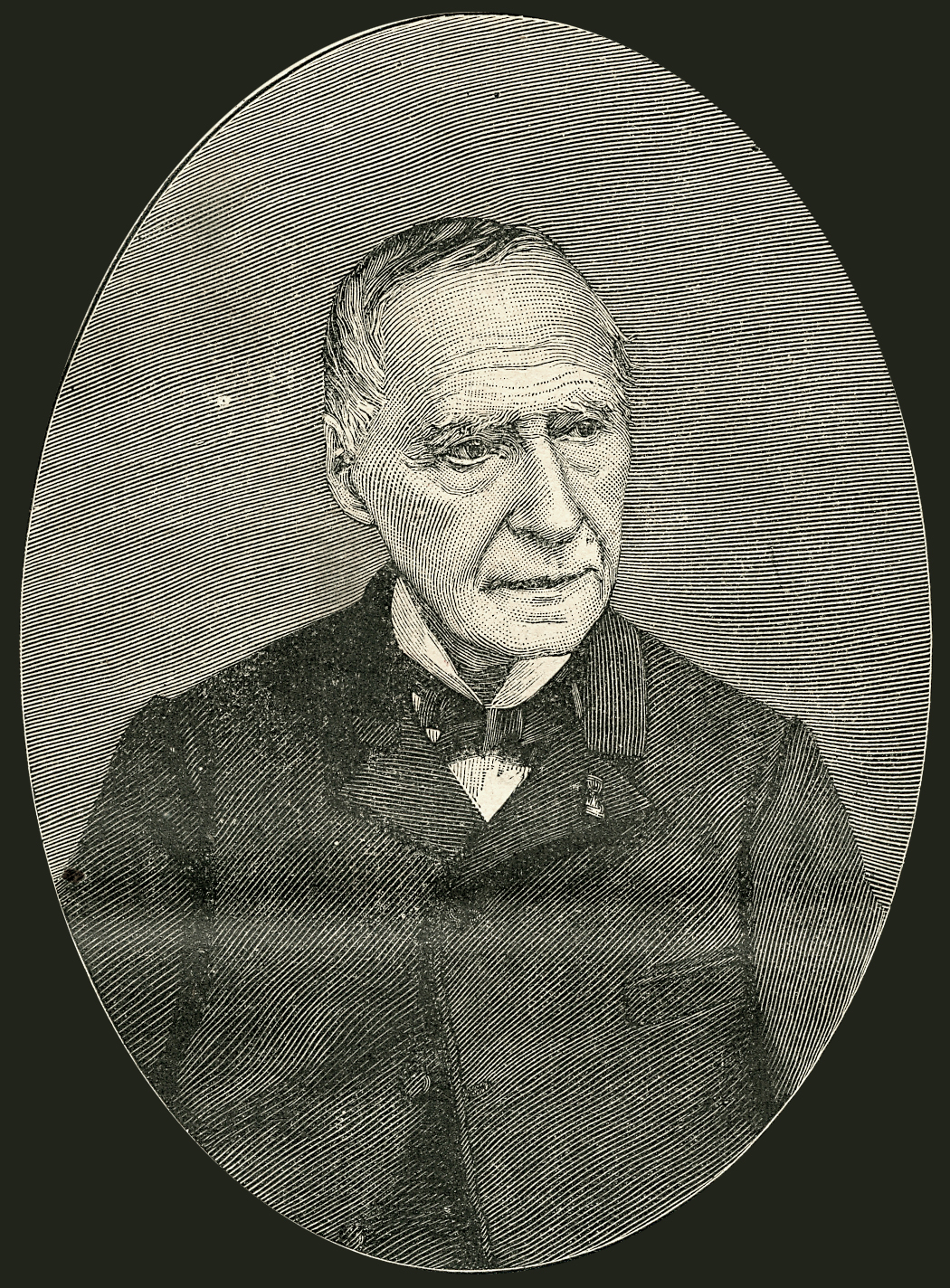
Auguste Nicolas (1897)

Auguste Nicolas (* 6. Januar 1807 in Bordeaux; † 18. Januar 1888 in Versailles) war ein französischer Jurist, der sich als Autor religiösen Themen aus katholischer Sicht widmete.

## Leben
Geboren in Bordeaux studierte Auguste Nicolas Rechtswissenschaft in Toulouse und Paris und war als Richter in Bordeaux und ab 1860 in Paris tätig. Früh begann er religiöse Schriften zu publizieren, in denen er das Christentum und die katholischen Dogmen vehement gegen die Moderne verteidigte. Als Autor nahm er einen antiaufklärerischen konservativen Standpunkt ein. Seine Schriften hatten in Frankreich einen großen Erfolg. Einige Bücher wurden  seinen Lebzeiten ins Deutsche übertragen, wo sie ebenfalls zahlreiche Auflagen erfuhren. Der religionskritische Autor Oskar Panizza geht in seinem Werk „Maria“ (1894) auf Auguste Nicolas Werke zur Jungfrau Maria ein.

## Ausgewählte Werke
- Etudes philosophiques sur le Christianisme (Paris, 1841–45). Deutsch: „Philosophische Studien über das Christenthum“ (Paderborn 1855).
- La Vierge Marie et le plan divin, nouvelles études philosophiques sur le Christianisme (4 Bände, Paris, 1852, 1853, 1861). Deutsch: „Die Jungfrau Maria und der göttliche Plan“ (1856) sowie „Die Jungfrau Maria nach dem Evangelium“ (1857).
- Du protestantisme et de toutes les hérésies dans leur rapport avec le socialisme (Paris, 1852).
- L'Art de croire,ou préparation philosophique au Christianisme (Paris, 1866–67).
- La Divinité de Jésus Christ, démonstration nouvelle (1864);
- Jésus Christ introduction à l'Evangile étudié et medité à l'usage des temps nouveaux (Paris, 1875).